# هادی طباطبایی
سیدهادی طباطبایی (زادهٔ ۲۹ خرداد ۱۳۵۲ در رشت)   بازیکن سابق فوتبال اهل ایران است.
طباطبایی در سال ۱۳۸۵ از فوتبال خداحافظی کرد. وی مدرک مربیگری A کنفدراسیون فوتبال آسیا، مدرک مربیگری B انگلیس و مدرک مربیگری دانمارک را نیز دارد.هادی طباطبایی هم‌اینک تبعه دانمارک است

## دوران ملی
سیدهادی طباطبایی اولین بازی ملی خود را در تاریخ (۲۱ خرداد ۱۳۷۶–۱۱ ژوئن ۱۹۹۷) در مقابل تیم ملی فوتبال مالدیو انجام داد که با برتری ۹ بر صفر تیم ملی ایران همراه شد.
او در بین سال‌های ۱۹۹۷ تا ۲۰۰۰ عضو تیم ملی فوتبال ایران بود اما پس از مصدومیت او قبل از جام ملت‌های آسیا ۲۰۰۰ دیگر هیچ‌گاه به تیم ملی دعوت نشد.
به یادماندنی‌ترین بازی ملی او دیدار دوستانهٔ تیم ملی ایران مقابل تیم ملی دانمارک در تاریخ (۱۸ مهر ۱۳۷۸–۱۰ اکتبر ۱۹۹۹) در کپنهاگ بود. به طوری‌که رسانه‌ها و روزنامه‌های ایران پس از آن بازی به خاطر عملکرد خیره کنندهٔ او و بسته نگه داشتن دروازهٔ تیم ملی ایران در مقابل بازیکنان مشهور و مطرح دانمارک با وجود حملات فراوان این تیم در این مسابقه، لقب «شیر کپنهاگ» را به او دادند.
پیتر اشمایکل دروازه‌بان سرشناس وقت دانمارک، پس از این بازی در مصاحبه‌ای عنوان کرد که تصور می‌کردم بهترین دروازه‌بان دنیا من هستم، اما امروز مشاهده کردم که دروازه‌بانی بهتر از من هم وجود دارد.

## مربیگری
- سیدهادی طباطبایی از اسفند ۱۳۸۷ تا اردیبهشت ۱۳۹۰ به عنوان مربی دروازه‌بان‌های تیم ملی فوتبال امید ایران و هومن افاضلی فعالیت کرد.[۶][۷]
- او از آذر ۱۳۹۳ تا بهمن ۱۳۹۴ به عنوان کمک مربی تیم ملی فوتبال امید ایران با سرمربیگری محمد خاکپور فعالیت می‌کرد.[۸]
- وی از آبان ۱۳۹۵ تا خرداد ۱۳۹۶ به عنوان سرمربی تیم فوتبال داماش گیلان فعالیت می‌کرد.[۹][۱۰]

## افتخارات
استقلال تهران
قهرمان لیگ فوتبال ایران ۸۰–۱۳۷۹
قهرمان جام حذفی فوتبال ایران ۷۹–۱۳۷۸
قهرمان جام حذفی فوتبال ایران ۸۱–۱۳۸۰
مدال برنز جام باشگاه‌های آسیا ۰۲–۲۰۰۱
صبا باتری (باشگاه فوتبال)
قهرمان جام حذفی فوتبال ایران ۸۴–۱۳۸۳